# Geert Boeve
Geert Boeve (Adinkerke, 20 juni 1925 - Boechout, 30 augustus 2021) was een Vlaams jezuïet en schrijver.

## Levensloop
De West-Vlaming Geert Boeve trad in de orde van de jezuïeten in Drongen op 7 september 1942. Na zijn studies filosofie in Nijmegen en theologie in Leuven, werd hij in 1956 tot priester gewijd.
Een hoofdactiviteit voor hem werd het redacteurschap van verschillende publicaties, zoals De Vlaamse Linie, Jeugdlinie,Explo, Streven en Vandaag voor Mensen van Morgen. 
Hij was vooral verbonden met Streven, waarvan hij vanaf 1967 gedurende veertig jaar de administrateur was. Na zijn overlijden onderstreepte de hoofdredacteur Herman Smissen de grote verdiensten die hij hierbij had als auteur, als redacteur, als vertaler, maar vooral als leider van het secretariaat, eindverantwoordelijke voor de boekhouding en de administratie, voor de contacten met overheidsdiensten, het overleg met de drukker, met de controle van belastingen, met de arbeidsinspectie en met de bedrijfsrevisor – hij leidde Streven er met vaste hand doorheen. 
Daarnaast was hij geestelijk raadgever voor gezinsgroepen en voor huwelijksvoorbereidingen.  

## Publicaties
- Als de horizon zich sluit, jeugdroman, 1956.
- Ik en de wattman, jeugdroman, 1955.
- Een stukje mens, boek over wellevendheid, 1958.